# Chardal
Chardal of Hardal (Hebreeuws: חרד"ל, acroniem voor חרדי לאומי , een afkorting voor chareidi - dati leumi, Hebreeuws voor: 'strikt orthodox - nationaal religieus') is een stroming binnen het jodendom die religieus zionisme combineert met een strikter religieuze kijk op onderwerpen zoals onderwijs en overige religieuze onderwerpen, deels vergelijkbaar met het chareidisch jodendom.

## Ideologie
De meeste aanhangers van het religieus zionisme zijn modern-orthodoxe joden, en doorgaans wordt het modern-orthodox jodendom gezien als synoniem voor religieus zionisme. De chardal-beweging vormt daar een uitzondering op.
Sociaal gezien staat de chardal-wereld in nauw verband met de modern-orthodoxe wereld; er is geen band met de chareidische wereld.
Karakteristiek voor de Chardal-wereld is sterk zionisme, soms tot het punt waar men de seculiere staat Israël wil opheffen en vervangen door een religieuze staat, of een alternatieve religieus-joodse staat wil oprichten in de bezette Westelijke Jordaanoever.
Zo riep rabbijn Shmuel Tal op de Israëlische onafhankelijkheidsdag - traditioneel een feestdag voor modern-orthodoxe, religieus-zionistische joden - niet langer te vieren, en niet langer het leiderschap van de staat als religieus belangrijk te zien.

## Gebieden
Chardalim, zoals zij in het Hebreeuws genoemd worden, wonen met name in de bezette Palestijnse gebieden, de Westelijke Jordaanoever, in plaatsen zoals Hebron, Kfar Tapuach en Beit El.

## Leiders
- Rabbijn Zalman Melamed
- Rabbijn Eliezer Melamed (zoon van rabbijn Zalman Melamed)
- Rabbijn Elyakim Levanon
- Rabbijn Dov Lior, rabbijn van Kiryat Arba / Hebron
- Rabbijn David Dudkevitch, uit Yitzhar
- Rabbijn Shmuel Tal
- Rabbijn Shmuel Eliyahu
- Rabbijn Yaakov Ariel